# Großer Preis von Portugal 1995
Der Große Preis von Portugal 1995 (offiziell XXIV Grande Prémio de Portugal) fand am 24. September auf dem Autódromo do Estoril in Estoril statt und war das 13. Rennen der Formel-1-Weltmeisterschaft 1995.

## Berichte

### Hintergrund
Nach dem Großen Preis von Italien führte Michael Schumacher in der Fahrerwertung mit 14 Punkten vor Damon Hill und mit 28 Punkten vor Johnny Herbert. In der Konstrukteurswertung führte Benetton-Renault mit 20 Punkten vor Williams-Renault und mit 37 Punkten vor Ferrari.
Vor dem Rennwochenende gab es einen Fahrerwechsel: Bei Pacific wurde der Italiener Giovanni Lavaggi durch den Schweizer Jean-Denis Delétraz ersetzt. Für Délétraz war es das zweite Rennen in der Formel-1-Weltmeisterschaft. Sein erstes Rennen bestritt er 1994 beim Großen Preis von Australien für Tourtel-Larrousse.
Um ihre Siegchancen zu optimieren, brachte Williams ein verbessertes Chassis zum Rennen mit, eine „B“-Spezifikation des FW17-Autos. Das verbesserte Chassis wurde anschließend für den Rest der Saison verwendet.
Mit Hill, Schumacher und Gerhard Berger (jeweils einmal) traten drei ehemalige Sieger zu diesem Grand Prix an.

### Training
Vor dem Rennen fanden zwei Trainingseinheiten statt: Die erste am Freitagmorgen und die zweite am Samstagmorgen.
Das erste freie Training am Freitagmorgen gewann Mika Häkkinen mit einer Zeit von 1:23,073 Minuten vor Hill und Schumacher.
Im zweiten freien Training am Samstagmorgen war dann Hill mit einer Zeit von 1:21,443 Minuten der Schnellste vor David Coulthard und Schumacher.

### Qualifying
Das Qualifying fand in zwei Abschnitten statt, die jeweils beste Zeit entschied über die Startposition.
Im ersten Qualifyingsegment (Q1) war Hill der Schnellste vor Coulthard und Schumacher. Im zweiten Qualifyingsegment (Q2) war Coulthard dann mit einer Zeit von 1:20,537 Minuten der Schnellste und sicherte sich somit seine dritte Pole-Position.

### Warm-Up
Die Fahrer gingen am Sonntagmorgen zu einem 30-minütigen Warm-up auf die Strecke. Berger war Schnellster vor Hill und Häkkinen.

### Rennen

#### Erster Start
Zu Beginn hielt Coulthard den ersten Platz, doch hinter der Ziellinie kam es zu einem schweren Unfall zwischen Ukyō Katayama und Luca Badoer, bei dem sich Katayama´s Tyrrell mehrmals überschlug und kopfüber auf der Strecke liegen blieb. Katayam wurde ins Krankenhaus eingeliefert und verpasste den folgenden Grand Prix von Europa verletzungsbedingt. Es wurde im Nachhinein eine Zerrung des Nackens und Blutergüsse diagnostiziert. Er kehrte dann aber zu den letzten drei Veranstaltungen der Saison zurück. Das Rennen wurde mit der roten Flagge abgebrochen.

#### Zweiter Start
Beim zweiten Start behielt Coulthard erneut den ersten Platz, während Schumacher in Kurve eins außen an Hill vorbeizog. Berger war Vierter und lag vor Herbert und Alesi. Coulthard konnte sich in der Folge absetzen und hatte nach 10 Runden einen Vorsprung von 6 Sekunden auf Schumacher und Hill, der weiterhin am Deutschen dranblieb, es aber nie schaffte, ihn anzugreifen. Berger lag 15 Sekunden hinter dem Spitzenreiter, Herbert 20 und Alesi 23. Schumacher und Hill hielten gemeinsam an der Box an, doch während der Stopp des Deutschen nur 7 Sekunden dauerte, blieb der Engländer 16 Sekunden stehen. Coulthard stoppte in der folgenden Runde und kam knapp vor Schumacher auf die Strecke zurück.
Hill hing anschließend ein paar Runden hinter Alesis Ferrari, der noch nicht angehalten hatte. Als der Franzose an die Box ging, lag Hill 16 Sekunden hinter Schumacher. Nach 30 Runden führte Coulthard mit 6 Sekunden vor Schumacher und mit 22 Sekunden vor Hill, während Berger, Herbert und Alesi die restlichen Punkteplatzierungen belegten. In der Mitte des Rennens stoppten Coulthard und Schumacher für den zweiten Stopp, einige Runden später folgte Hill. Der Schotte hatte immer noch mit einem Vorsprung von 4 Sekunden auf Schumacher, während Hill nun 28 Sekunden hinter dem Coulthard lag. Allerdings mussten der Schotte und der Deutsche 18 Runden vor Schluss zum dritten Stopp anhalten, während Hill nicht mehr anhalten musste.
Coulthard verließ die Box mit einem Vorsprung von 8 Sekunden vor seinem Teamkollegen, der nun vor Schumacher lag. Der Deutsche war mit neuen Reifen deutlich schneller als sein Titelrivale und überholte ihn beim Anbremsen in Kurve 9 sofort. Hinter den ersten drei lag immer noch Berger, der nun vor Alesi und Frentzen war, während Herbert für die Drei-Stopp-Strategie bezahlte und nur noch Siebter war. Bis zur Ziellinie passierte nichts mehr und Coulthard gewann sein erstes Karriererennen. Schumacher begnügte sich mit dem zweiten Platz. Hill wurde Dritter. Die beiden Ferrari folgten auf den Plätzen 4 und 5, Berger vor Alesi. Sechster wurde Heinz-Harald-Frentzen.
Nach mehreren kontroversen Vorfällen, an denen Schumacher und Hill in der Saison 1995 beteiligt waren, darunter Kollisionen in Silverstone, Spa und Monza (in den beiden letztgenannten Fällen kam es zu Konfrontationen zwischen den beiden Fahrern auf dem Podium bzw. am Streckenrand), schüttelten sich Schumacher und Hill auf dem Podium demonstrativ die Hand.
In der Fahrerwertung blieb Schumacher vor Hill, Coulthard war nun Dritter vor Herbert. In der Konstrukteurswertung blieben die ersten drei Positionen unverändert.

## Meldeliste
| Team                      | Nr. | Fahrer                   | Chassis         | Motor                 | Reifen |
| ------------------------- | --- | ------------------------ | --------------- | --------------------- | ------ |
| Mild Seven Benetton Ford  | 01  | Michael Schumacher       | Benetton B195   | Renault 3.0 V10       | G      |
| Mild Seven Benetton Ford  | 02  | Johnny Herbert           | Benetton B195   | Renault 3.0 V10       | G      |
| Nokia Tyrrell Yamaha      | 03  | Ukyō Katayama            | Tyrrell 023     | Yamaha 3.0 V10        | G      |
| Nokia Tyrrell Yamaha      | 04  | Mika Salo                | Tyrrell 023     | Yamaha 3.0 V10        | G      |
| Rothmans Williams Renault | 05  | Damon Hill               | Williams FW17   | Renault 3.0 V10       | G      |
| Rothmans Williams Renault | 06  | David Coulthard          | Williams FW17   | Renault 3.0 V10       | G      |
| Marlboro McLaren Mercedes | 07  | Mark Blundell            | McLaren MP4/10B | Mercedes-Benz 3.0 V10 | G      |
| Marlboro McLaren Mercedes | 08  | Mika Häkkinen            | McLaren MP4/10B | Mercedes-Benz 3.0 V10 | G      |
| Footwork Hart             | 09  | Massimiliano Papis       | Footwork FA16   | Hart 3.0 V8           | G      |
| Footwork Hart             | 10  | Taki Inoue               | Footwork FA16   | Hart 3.0 V8           | G      |
| Total Jordan Peugeot      | 14  | Rubens Barrichello       | Jordan 195      | Peugeot 3.0 V10       | G      |
| Total Jordan Peugeot      | 15  | Eddie Irvine             | Jordan 195      | Peugeot 3.0 V10       | G      |
| Pacific Grand Prix Ltd    | 16  | Jean-Denis Delétraz      | Pacific PR02    | Ford ED 3.0 V8        | G      |
| Pacific Grand Prix Ltd    | 17  | Andrea Montermini        | Pacific PR02    | Ford ED 3.0 V8        | G      |
| Parmalat Forti Ford       | 21  | Pedro Diniz              | Forti FG01      | Ford ED 3.0 V8        | G      |
| Parmalat Forti Ford       | 22  | Roberto Moreno           | Forti FG01      | Ford ED 3.0 V8        | G      |
| Minardi Scuderia Italia   | 23  | Pedro Lamy               | Minardi M195    | Ford EDM 3.0 V8       | G      |
| Minardi Scuderia Italia   | 24  | Luca Badoer              | Minardi M195    | Ford EDM 3.0 V8       | G      |
| Ligier Gitanes Blondes    | 25  | Martin Brundle           | Ligier JS41     | Mugen-Honda 3.0 V10   | G      |
| Ligier Gitanes Blondes    | 26  | Olivier Panis            | Ligier JS41     | Mugen-Honda 3.0 V10   | G      |
| Scuderia Ferrari SpA      | 27  | Jean Alesi               | Ferrari 412T2   | Ferrari 3.0 V12       | G      |
| Scuderia Ferrari SpA      | 28  | Gerhard Berger           | Ferrari 412T2   | Ferrari 3.0 V12       | G      |
| Red Bull Sauber Ford      | 29  | Jean-Christophe Boullion | Sauber C14      | Ford Zetec-R 3.0 V8   | G      |
| Red Bull Sauber Ford      | 30  | Heinz-Harald Frentzen    | Sauber C14      | Ford Zetec-R 3.0 V8   | G      |

## Klassifikationen

### Qualifying
| Pos. | Fahrer                   | Konstrukteur       | Q1         | Q2       | Start |
| ---- | ------------------------ | ------------------ | ---------- | -------- | ----- |
| 01   | David Coulthard          | Williams-Renault   | 1:21,423   | 1:20,537 | 01    |
| 02   | Damon Hill               | Williams-Renault   | 1:21,322   | 1:20,905 | 02    |
| 03   | Michael Schumacher       | Benetton-Renault   | 1:21,885   | 1:21,301 | 03    |
| 04   | Gerhard Berger           | Ferrari            | 1:22,281   | 1:21,970 | 04    |
| 05   | Heinz-Harald Frentzen    | Sauber-Ford        | 1:23,485   | 1:22,226 | 05    |
| 06   | Johnny Herbert           | Benetton-Renault   | 1:23,786   | 1:22,322 | 06    |
| 07   | Jean Alesi               | Ferrari            | 1:22,656   | 1:22,391 | 07    |
| 08   | Rubens Barrichello       | Jordan-Peugeot     | 1:23,142   | 1:22,538 | 08    |
| 09   | Martin Brundle           | Ligier-Mugen-Honda | 1:23,244   | 1:22,588 | 09    |
| 10   | Eddie Irvine             | Jordan-Peugeot     | 1:22,957   | 1:22,831 | 10    |
| 11   | Olivier Panis            | Ligier-Mugen-Honda | 1:23,284   | 1:22,904 | 11    |
| 12   | Mark Blundell            | McLaren-Mercedes   | 1:24,583   | 1:22,914 | 12    |
| 13   | Mika Häkkinen            | McLaren-Mercedes   | 1:23,064   | 1:23,114 | 13    |
| 14   | Jean-Christophe Boullion | Sauber-Ford        | keine Zeit | 1:23,934 | 14    |
| 15   | Mika Salo                | Tyrrell-Yamaha     | 1:24,942   | 1:23,936 | 15    |
| 16   | Ukyō Katayama            | Tyrrell-Yamaha     | 1:24,631   | 1:24,287 | 16    |
| 17   | Pedro Lamy               | Minardi-Ford       | 1:26,210   | 1:24,657 | 17    |
| 18   | Luca Badoer              | Minardi-Ford       | 1:25,746   | 1:24,778 | 18    |
| 19   | Taki Inoue               | Footwork-Hart      | 1:24,883   | 1:25,031 | 19    |
| 20   | Massimiliano Papis       | Footwork-Hart      | 1:25,696   | 1:25,179 | 20    |
| 21   | Andrea Montermini        | Pacific-Ford       | 1:27,659   | 1:26,172 | 21    |
| 22   | Pedro Diniz              | Forti-Ford         | 1:29,137   | 1:27,292 | 22    |
| 23   | Roberto Moreno           | Forti-Ford         | 1:28,672   | 1:27,523 | 23    |
| 24   | Jean-Denis Delétraz      | Pacific-Ford       | keine Zeit | 1:32,769 | 24    |

### Rennen
| Pos. | Fahrer                   | Konstrukteur       | Runden | Stopps | Zeit        | Start | Schnellste Runde |
| ---- | ------------------------ | ------------------ | ------ | ------ | ----------- | ----- | ---------------- |
| 01   | David Coulthard          | Williams-Renault   | 71     | 3      | 1:41:52,145 | 01    | 1:23,220 (02.)   |
| 02   | Michael Schumacher       | Benetton-Renault   | 71     | 3      | + 7,248     | 03    | 1:23,702 (37.)   |
| 03   | Damon Hill               | Williams-Renault   | 71     | 2      | + 22,121    | 02    | 1:23,737 (20.)   |
| 04   | Gerhard Berger           | Ferrari            | 71     | 3      | + 1:24,879  | 04    | 1:24,805 (02.)   |
| 05   | Jean Alesi               | Ferrari            | 71     | 2      | + 1:25,429  | 07    | 1:25,544 (08.)   |
| 06   | Heinz-Harald Frentzen    | Sauber-Ford        | 70     | 2      | + 1 Runde   | 05    | 1:25,283 (56.)   |
| 07   | Johnny Herbert           | Benetton-Renault   | 70     | 3      | + 1 Runde   | 06    | 1:25,128 (08.)   |
| 08   | Martin Brundle           | Ligier-Mugen-Honda | 70     | 3      | + 1 Runde   | 09    | 1:24,427 (58.)   |
| 09   | Mark Blundell            | McLaren-Mercedes   | 70     | 2      | + 1 Runde   | 12    | 1:25,646 (24.)   |
| 10   | Eddie Irvine             | Jordan-Peugeot     | 70     | 2      | + 1 Runde   | 10    | 1:25,767 (54.)   |
| 11   | Rubens Barrichello       | Jordan-Peugeot     | 70     | 3      | + 1 Runde   | 08    | 1:24,472 (60.)   |
| 12   | Jean-Christophe Boullion | Sauber-Ford        | 70     | 2      | + 1 Runde   | 14    | 1:26,193 (47.)   |
| 13   | Mika Salo                | Tyrrell-Yamaha     | 69     | 2      | + 2 Runden  | 15    | 1:27,247 (43.)   |
| 14   | Luca Badoer              | Minardi-Ford       | 68     | 1      | + 3 Runden  | 18    | 1:28,043 (32.)   |
| 15   | Taki Inoue               | Footwork-Hart      | 68     | 2      | + 3 Runden  | 19    | 1:27,356 (48.)   |
| 16   | Pedro Diniz              | Forti-Ford         | 66     | 2      | + 5 Runden  | 22    | 1:29,803 (18.)   |
| 17   | Roberto Moreno           | Forti-Ford         | 64     | 3      | + 7 Runden  | 23    | 1:31,148 (43.)   |
| –    | Andrea Montermini        | Pacific-Ford       | 53     | 3      | DNF         | 21    | 1:27,801 (22.)   |
| –    | Mika Häkkinen            | McLaren-Mercedes   | 44     | 1      | DNF         | 13    | 1:25,690 (18.)   |
| –    | Jean-Denis Delétraz      | Pacific-Ford       | 14     | 0      | DNF         | 24    | 1:34,445 (05.)   |
| –    | Olivier Panis            | Ligier-Mugen-Honda | 10     | 1      | DNF         | 11    | 1:26,123 (04.)   |
| –    | Pedro Lamy               | Minardi-Ford       | 7      | 0      | DNF         | 17    | 1:27,779 (03.)   |
| –    | Massimiliano Papis       | Footwork-Hart      | 0      | 0      | DNF         | 20    | –                |
| –    | Ukyō Katayama            | Tyrrell-Yamaha     | 0      | 0      | DNF         | 16    | –                |

## WM-Stände nach dem Rennen
Die ersten sechs Fahrer eines Rennens bekamen 10, 6, 4, 3, 2 und 1 Punkt(e).

### Fahrerwertung
| Pos. | Fahrer                   | Konstrukteur       | Punkte |
| ---- | ------------------------ | ------------------ | ------ |
| 01   | Michael Schumacher       | Benetton-Renault   | 72     |
| 02   | Damon Hill               | Williams-Renault   | 55     |
| 03   | David Coulthard          | Williams-Renault   | 39     |
| 04   | Johnny Herbert           | Benetton-Renault   | 38     |
| 05   | Jean Alesi               | Ferrari            | 34     |
| 06   | Gerhard Berger           | Ferrari            | 28     |
| 07   | Heinz-Harald Frentzen    | Sauber-Ford        | 15     |
| 08   | Mika Häkkinen            | McLaren-Mercedes   | 11     |
| 09   | Mark Blundell            | McLaren-Mercedes   | 10     |
| 10   | Rubens Barrichello       | Jordan-Peugeot     | 8      |
| 11   | Olivier Panis            | Ligier-Mugen-Honda | 8      |
| 12   | Martin Brundle           | Ligier-Mugen-Honda | 7      |
| 13   | Eddie Irvine             | Jordan-Peugeot     | 6      |
| 14   | Jean-Christophe Boullion | Sauber-Ford        | 3      |
| 15   | Mika Salo                | Tyrrell-Yamaha     | 2      |
| 16   | Aguri Suzuki             | Ligier-Mugen-Honda | 1      |
| 17   | Gianni Morbidelli        | Footwork-Hart      | 1      |

| Pos. | Fahrer                 | Konstrukteur     | Punkte |
| ---- | ---------------------- | ---------------- | ------ |
| 18   | Pierluigi Martini      | Minardi-Ford     | 0      |
| 19   | Ukyō Katayama          | Tyrrell-Yamaha   | 0      |
| 20   | Massimiliano Papis     | Footwork-Hart    | 0      |
| 21   | Luca Badoer            | Minardi-Ford     | 0      |
| 22   | Andrea Montermini      | Pacific-Ford     | 0      |
| 23   | Taki Inoue             | Footwork-Hart    | 0      |
| 24   | Pedro Lamy             | Minardi-Ford     | 0      |
| 25   | Pedro Diniz            | Forti-Ford       | 0      |
| 26   | Domenico Schiattarella | Simtek-Ford      | 0      |
| 27   | Nigel Mansell          | McLaren-Mercedes | 0      |
| 28   | Bertrand Gachot        | Pacific-Ford     | 0      |
| 29   | Jos Verstappen         | Simtek-Ford      | 0      |
| 30   | Karl Wendlinger        | Sauber-Ford      | 0      |
| 31   | Roberto Moreno         | Forti-Ford       | 0      |
| –    | Giovanni Lavaggi       | Pacific-Ford     | 0      |
| –    | Jean-Denis Delétraz    | Pacific-Ford     | 0      |

### Konstrukteurswertung
| Pos. | Konstrukteur       | Punkte |
| ---- | ------------------ | ------ |
| 01   | Benetton-Renault   | 100    |
| 02   | Williams-Renault   | 88     |
| 03   | Ferrari            | 62     |
| 04   | McLaren-Mercedes   | 21     |
| 05   | Sauber-Ford        | 18     |
| 06   | Ligier-Mugen-Honda | 16     |
| 07   | Jordan-Peugeot     | 14     |

| Pos. | Konstrukteur   | Punkte |
| ---- | -------------- | ------ |
| 08   | Tyrrell-Yamaha | 2      |
| 09   | Footwork-Hart  | 1      |
| 10   | Minardi-Ford   | 0      |
| 11   | Pacific-Ford   | 0      |
| 12   | Simtek-Ford    | 0      |
| 13   | Forti-Ford     | 0      |

Anmerkungen
1. 1 2  Benetton-Renault und Williams-Renault erhielten beim Großen Preis von Brasilien keine Konstrukteurspunkte (zehn bzw. sechs) wegen Verwendung nicht regelkonformen Treibstoffs.